# イアン・クロッカー
イアン・クロッカー（Ian Lawell Crocker、1982年8月31日 - ）はアメリカ合衆国メイン州ポートランド出身の競泳選手。100mバタフライの元世界記録保持者。

## 経歴
2000年シドニーオリンピックでは100mバタフライで4位だったが、メドレーリレーで金メダルを獲得、2001年の福岡世界選手権では100mバタフライで銀メダルを獲得する。
2003年のバルセロナ世界選手権では100mバタフライで50秒98の世界新記録でマイケル・フェルプスに勝って金メダル、50mバタフライで銀メダル、メドレーリレーで金メダルを獲得。
2004年アテネオリンピック代表選考会では、100mバタフライで自らの世界記録を更新する50秒76を出して代表に選ばれるが、本番ではフェルプスに100分の4秒及ばず、銀メダルに終わった。メドレーリレーではフェルプスから決勝を譲られ、アーロン・ピアソル、ブレンダン・ハンセン、ジェイソン・レザクとともに世界新記録で金メダルを獲得した。だが、クロッカーはアメリカから100m自由形に出場した選手の中では一番速かったため、仮にフェルプスがバタフライを泳いでもアンカーとして自由形を泳いでいたと考えられる。
2005年のモントリオール世界選手権では世界水泳選手権の100mバタフライでフェルプスに勝ち、50秒40の世界新記録で優勝。50mバタフライでは銀メダル、メドレーリレーで金メダルを獲得、2007年のメルボルン世界選手権では、50mバタフライと100mバタフライで銀メダル、予選を泳いだメドレーリレーでは自らのフライングにより失格になった。
2008年北京オリンピックでは100mバタフライで4位に終わった。メドレーリレーの予選に出場して金メダルに貢献した。

## 自己ベスト
- 50m バタフライ : 23秒12（2005年）
- 100m バタフライ : 50秒40（2005年）
- 50m 自由形 : 22秒74（2007年）
- 100m 自由形 : 49秒06（2004年）